# Klosterstraße 12, 12a, 12b (Mönchengladbach)

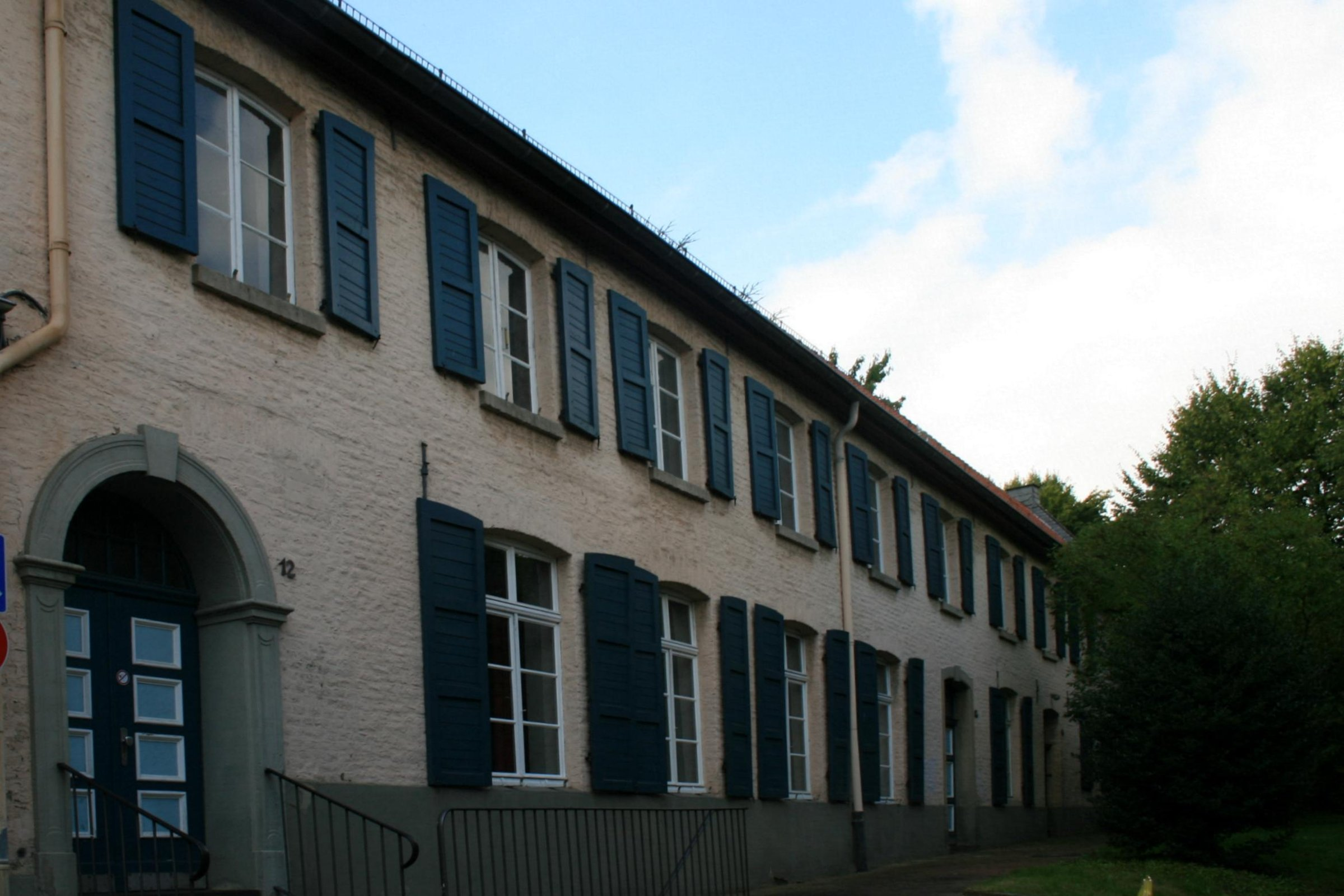
Verwaltungsgebäude (2010)

Das Verwaltungsgebäude Klosterstraße 12, 12a, 12b steht im Stadtteil Wickrath in Mönchengladbach (Nordrhein-Westfalen).
Das Gebäude wurde im 15. Jahrhundert erbaut. Es wurde unter Nr. K 033  am 2. Juni 1987 in die Denkmalliste der Stadt Mönchengladbach eingetragen.

## Architektur
Das Gebäude des einstigen Kreuzherrenklosters stammt in seinen Ursprüngen aus dem 15. Jahrhundert und wurde Ende des 17. Jahrhunderts durchgreifend umgebaut und erweitert. Heute präsentiert sich das Objekt (der ehemalige Wirtschaftstrakt) als einfacher Backsteinbau mit zwei Geschossen und elf  Fensterachsen in nicht regelmäßiger Anordnung. Die linksseitig angebrachte giebelverdachte Tordurchfahrt aus Aachener Blaustein bildete ursprünglich die Verbindung des Klosters mit dem Wirtschaftstrakt, der heute durch drei unterschiedlich gestaltete Hauszugänge gegliedert wird. Dekorative Maueranker zieren die Fassade, im unteren Dachbereich in regelmäßigen Abständen. Ein Satteldach mit vorgehängter Traufrinne schließt das Gebäude ab.
Als charakteristischer Backsteinbau des ausgehenden 17. bzw. beginnenden 18. Jahrhunderts und zum architektonischen Gesamtensembles der historischen Platzbebauung des Wickrather Marktes gehörend aus ortsgeschichtlichen und städtebaulichen Gründen erhaltenswert.